# Луцерн (Калифорнија)
Луцерн (енгл. Lucerne) насељено је место без административног статуса у америчкој савезној држави Калифорнија.

## Демографија
По попису из 2010. године број становника је 3.067, што је 197 (6,9%) становника више него 2000. године.
| Група             | 2000.         | 2010.         |
| Белци             | 2.410 (84,0%) | 2.402 (78,3%) |
| Афроамериканци    | 48 (1,7%)     | 60 (2,0%)     |
| Азијати           | 12 (0,4%)     | 26 (0,8%)     |
| Хиспаноамериканци | 245 (8,5%)    | 367 (12,0%)   |
| Укупно            | 2.870         | 3.067         |